# Marie Majerová
Marie Majerová (n. 1 februarie 1882, Úvaly⁠(d), Boemia Centrală, Cehia – d. 16 ianuarie 1967, Praga, Cehoslovacia) a fost o prozatoare și jurnalistă din Cehia.
În 1947 a fost distinsă ca artist al poporului.

## Scrieri
- 1907: Panenství ("Virginitate")
- 1923: Nejkrásnější svět ("O lume mai frumoasă"), roman realist care investighează mediul proletariatului
- 1932: Přehrada ("Bariera")
- 1935: Siréna ("Sirena"), capodopera sa
- 1938: Havířská balada ("Balada minerilor")
- 1951: Cesta blesku ("Drumul fulgerului"), volum de nuvele de atitudine antifascistă.

A mai scris literatură pentru copii, reportaje.